# Rio Gravataí
Le rio Gravataí est un cours d'eau brésilien de l'État du Rio Grande do Sul, qui se jette dans le delta du Jacuí.

## Géographie
Son cours est de 34 km de longueur

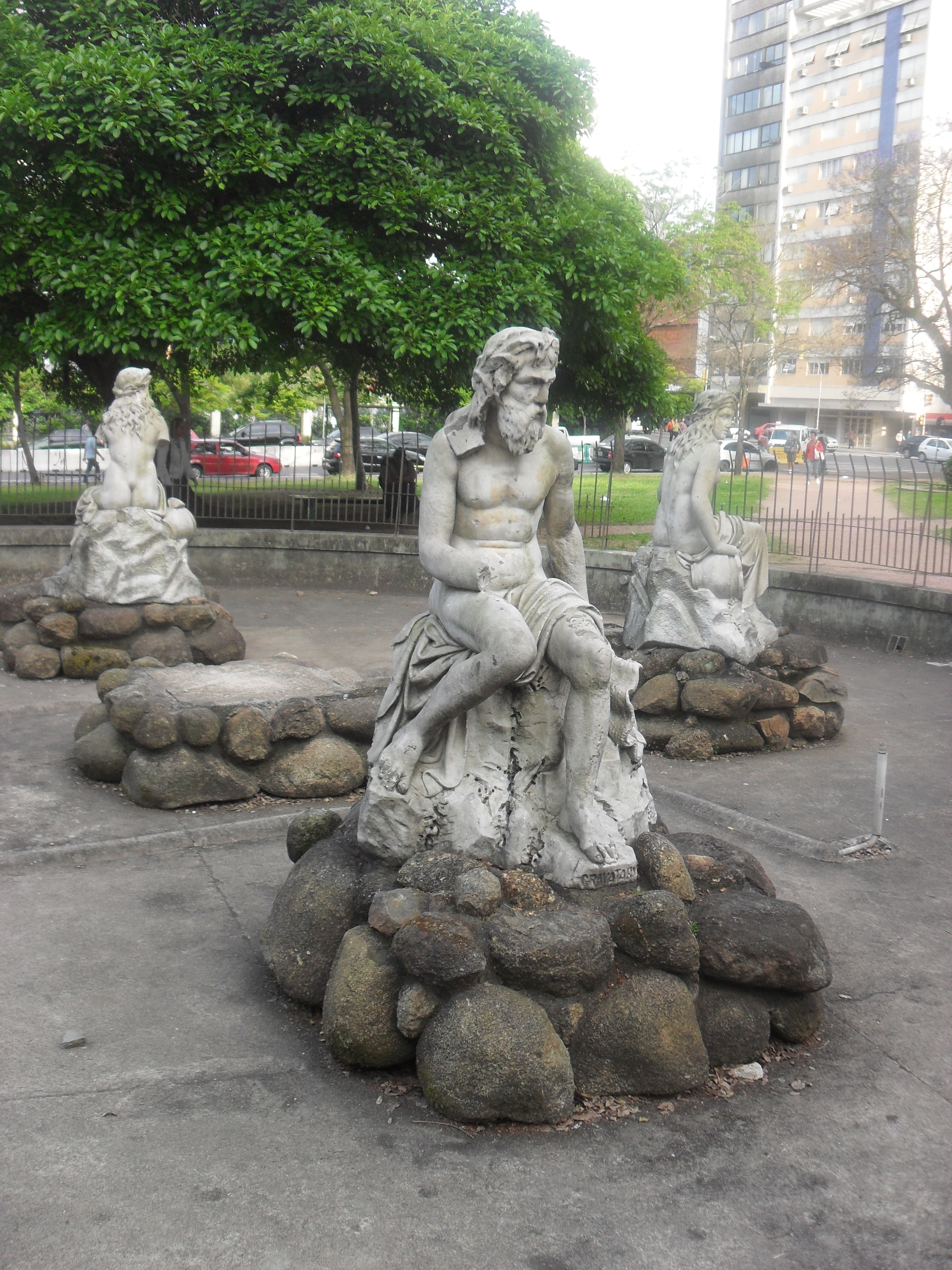
Statue personnifiant la rivière Gravataí, sur la place Dom Sebastião, à Porto Alegre

Le rio Gravataí naît sur le territoire de la municipalité de Santo Antônio da Patrulha, dans le marais de Chicolomã, au milieu de pentes escarpées qui vont jusqu'à 400 m d'altitude. Son cours baigne les communes de Taquara, Glorinha, Gravataí, Alvorada, Viamão, Cachoeirinha, Canoas et Porto Alegre.

### Bassin versant
Son bassin versant est de 2 020 km2